# Pseudicius alter
Pseudicius alter là một loài nhện trong họ Salticidae.
Loài này thuộc chi Pseudicius. Pseudicius alter được Wanda Wesołowska miêu tả năm 2000.